# Makoto Ojiro
Makoto Ojiro (オジロマコト?, Ojiro Makoto; Saitama, 3 ottobre 1982) è una fumettista e artista giapponese.

## Biografia
Ha iniziato la sua carriera a diciannove anni come assistente del fumettista Asaki Masashi. Ha pubblicato la sua prima serie lunga, Katekin, sulla rivista Young Magazine di Kōdansha. Le sue opere hanno principalmente un target seinen, ovvero sono rivolte ad un pubblico di giovani adulti. Attualmente sta pubblicando il manga Insomniacs After School su Big Comic Spirits di Shogakukan. Nel 2023 dal manga sono stati tratti una serie televisiva anime e un lungometraggio in live action.

## Opere pubblicate
- Katekin (2006, 10 volumi, completato)
- Fujiyama-san wa Shishunki (2012, 8 volumi, completato)
- Neko no Otera no Chion-san (2016, 9 volumi, completato)
- Insomniacs After School (2019, 14 volumi, completato)